# チーニョ船団の戦い
チーニョ船団の戦い（チーニョせんだんのたたかい）は、第二次世界大戦中の1943年4月16日に地中海のマレッティモ島南東沖で発生した海戦。イギリス海軍の駆逐艦2隻とイタリア海軍の水雷艇2隻が交戦し双方とも1隻を失った。

## 背景
1942年11月に連合国軍は北アフリカへの上陸作戦を行い、続いてチュニジアへ進撃した。1943年春、連合国はチュニジアの枢軸国軍を撃破するため、優勢な航空兵力で枢軸国の補給線を攻撃した。4月までに枢軸国の商船の損失は1日あたり3.3隻となっていた。連合国に制空権を取られている状況では大規模な船団を送ることはほぼ不可能であり、燃料の不足もあってイタリア軍は小型で高速の駆逐艦や水雷艇で護衛を行っていた。

## 戦闘
4月15日、イタリアのスピカ級水雷艇チーニョとカシオペアおよび4200トンの輸送船Bellunoからなる船団が、トラーパニからチュニスへ向けて出発した。また、アニモソ級水雷艇ティフォーネとクリメーネからなる後衛部隊が船団の戦力強化のため数時間後にパレルモから出撃することになっていた。16日2時38分、前衛部隊が2隻のイギリス海軍のP級駆逐艦パケナムとパラディンの接近を察知した。満月であったため、この海戦は地中海の夜戦においてイギリス軍が不意を突くことができなかった数少ない例のひとつとなった。月は海戦の結果に決定的な影響を与えた。
2時48分にチーニョが砲撃を開始し、最初から命中弾を出した。チーニョは2時50分にもパケナムに命中弾を与えたが、その3分後に被弾し航行不能となった。パケナムは魚雷を発射し、1本がチーニョに命中。チーニョは二つに分断され後部はすぐに沈んだが、前部の砲は砲撃を続けさらにパケナムに命中弾を与えた。
カシオペアはパラディンおよびチーニョとの戦闘を終えたパケナムと交戦した。パラディンは砲弾の破片で損傷。カシオペアもまた被弾した。戦闘中、Bellunoは後衛部隊に護衛されて北東へ退避していた。海戦はイギリス軍の撤収により終了した。
パケナムでは乗員が何人かがボイラーの爆発でやけどを負った。パケナムでは乗員9名が死亡し、もう一人が二日後に死亡した。また、チーニョの死者は103名であった。
損傷したカシオペアはクリメーネによって曳航されてトラーパニに戻り、それから修理のためタラントへ移った。また、パケナムはマルタへ向かう途中で航行不能となった。パラディンによるパケナムの曳航はパラディンも喪失の危険があると判断され、パケナムはパラディンの魚雷によって沈められた。Bellunoは数時間後に無事に目的地に到着した。